# Synchiropus picturatus
Espèce
Le Poisson-mandarin bariolé ou dragonnet psychédélique (Synchiropus picturatus) est un petit poisson d'eau de mer du genre Synchiropus appartenant à la famille des Callionymidés.